# Estación de Rothenburg Dorf
La estación de Rothenburg Dorf es una estación ferroviaria de la comuna suiza de Rothenburg, en el Cantón de Lucerna.

## Historia y situación
La estación de Rothenburg Dorf fue inaugurada en el año 1856 con la puesta en servicio de la línea Olten - Lucerna por el Schweizerischen Centralbahn (SCB). En 1902 la compañía pasaría a ser absorbida por SBB-CFF-FFS.
Se encuentra ubicada en borde sur del núcleo urbano de Rothenburg, siendo la estación más cercana al mismo, puesto que en la comuna existe otra estación, Rothenburg, situada en un polígono industrial alejado de la localidad. Cuenta con dos andenes laterales a los que acceden dos vías pasantes.
En términos ferroviarios, la estación se sitúa en la línea Olten - Lucerna. Sus dependencias ferroviarias colaterales son la estación de Rothenburg hacia Olten y la estación de Emmenbrücke Gersag en dirección Lucerna.

## Servicios ferroviarios
Los servicios ferroviarios de esta estación están prestados por SBB-CFF-FFS.

### S-Bahn Lucerna
Por la estación pasa una línea de la red de trenes de cercanías S-Bahn Lucerna.
- S 18 Lucerna - Emmenbrücke - Sempach-Neuenkirch - Sursee.